# Kam (mekanik)
 For alternative betydninger, se Kam. (Se også artikler, som begynder med Kam)
En kam er en roterende eller glidende del (som et excentrisk hjul eller en cylinder med en uregelmæssig form) i en mekanisk kobling. Kamme anvendes frem for alt for at forvandle roterende bevægelse til lineær bevægelse eller omvendt.